# 16 Ophiuchi
16 Ophiuchi är en misstänkt variabel (VAR:) i stjärnbilden Ormbäraren.
16 Ophiuchi har visuell magnitud +6,03 företer misstänkta variationer i amplitud utan fastställd periodicitet. Den befinner sig på ett avstånd av ungefär 500 ljusår.